# Pjotr Vannovskij
Pjotr Semjonovitj Vannovskij (ryska: Пётр Семёнович Ванновский), född 6 december (gamla stilen: 24 november) 1822 i Kiev, död 1 mars (gamla stilen: 17 februari) 1904, var en rysk militär och statsman.
Vannovskij började sin militära bana som officer vid Finländska gardesinfanteriregementet, deltog i krigen i Ungern och på Krim, blev 1855 överste, 1861 generalmajor och chef för pavlovska kadettkåren, 1868 generallöjtnant och fördelningschef samt 1876 kommenderande general för 12:e armékåren, vilken han, under storfursten-tronföljaren, förde i början av rysk-turkiska kriget (1877). Under detta övertog han chefskapet för generalstaben vid den mot turkiska östarmén opererande Rustsjukarmén. 
Efter fredsslutet återtog Vannovskij befälet över 12:e kåren. Han var krigsminister 1881-1898 och fullbordade som sådan den ryska härens modernisering. År 1898 utnämndes han till ledamot av riksrådet och fick i uppdrag att undersöka orsakerna till studentoroligheterna. Efter mordet på undervisningsminister Nikolaj Bogolepov 1901 utsågs han till dennes efterträdare. Hans kompromissande reformförslag rörande universitetsundervisningen och studenternas organisation misslyckades, men i fråga om de allmänna läroverken hade han större framgång. Så till exempel borttogs grekiska som läroämne i gymnasierna och blev ej obligatoriskt för inträde vid universiteten. Efter mordet på inrikesminister Dmitrij Sipjagin 1902 drog Vannovskij sig tillbaka från det offentliga livet.